# Utica (Tunesien)
Koordinaten: 37° 3′ 24″ N, 10° 3′ 44″ O

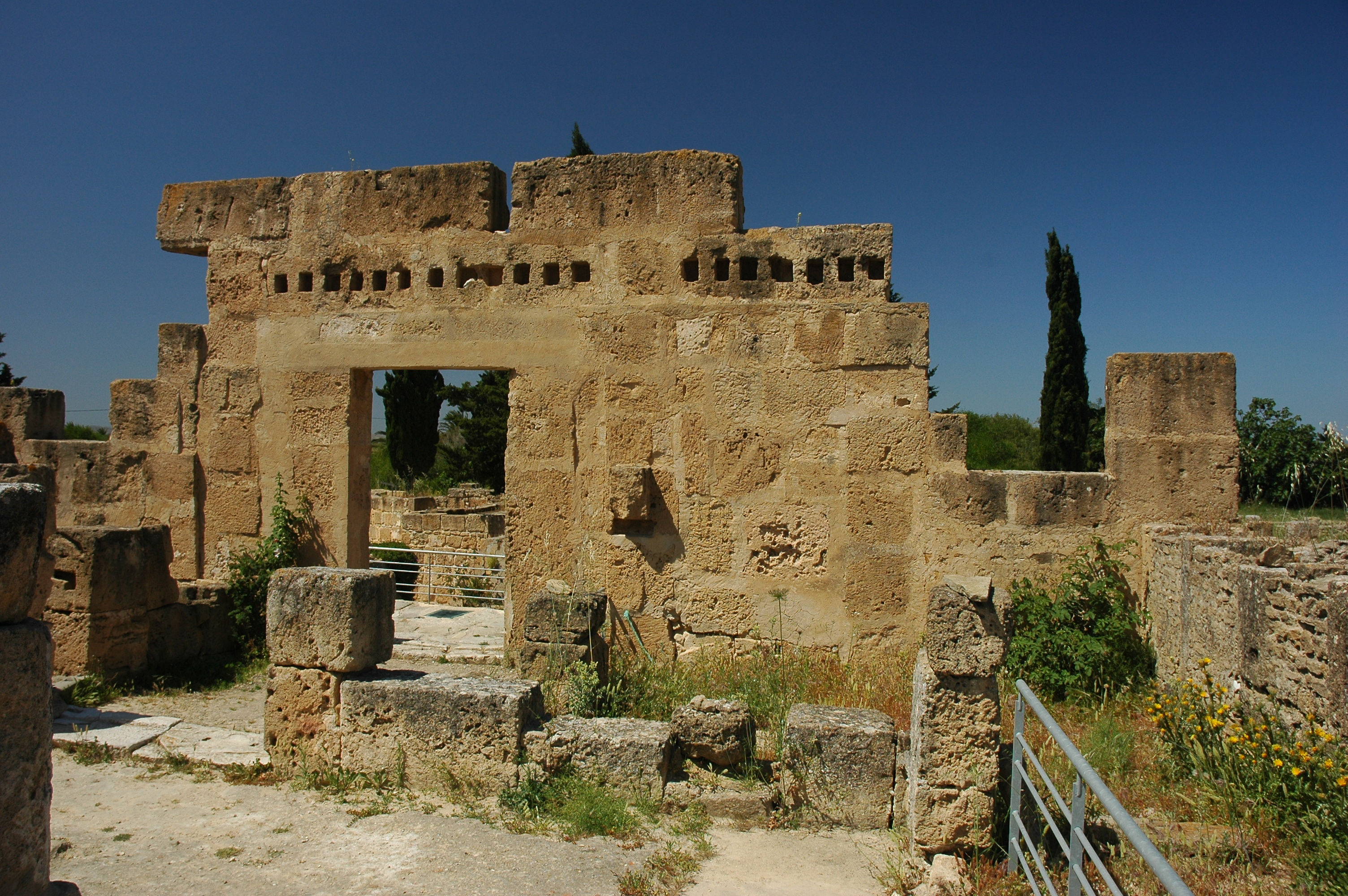

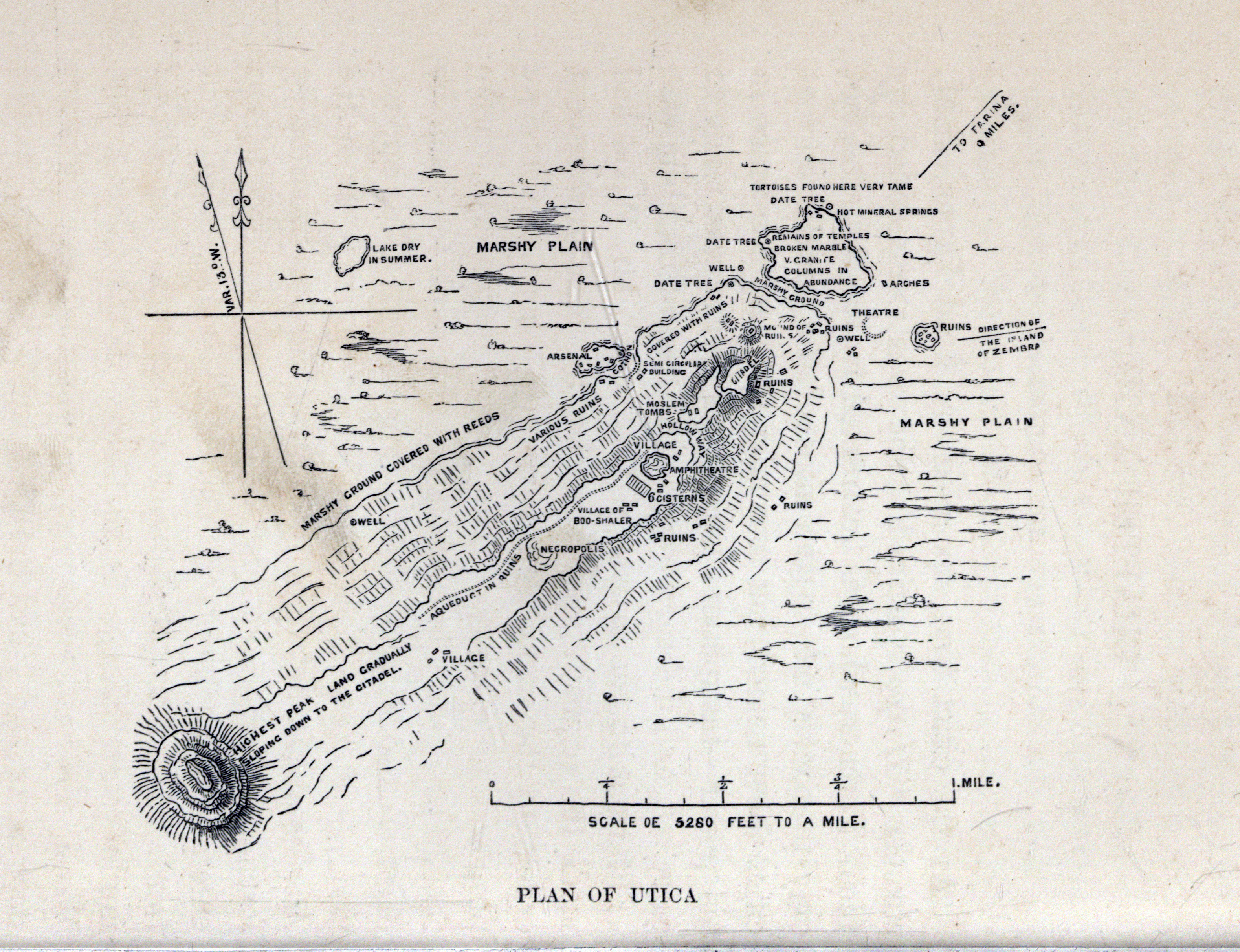
Plan von Utica während Ausgrabungen um 1860

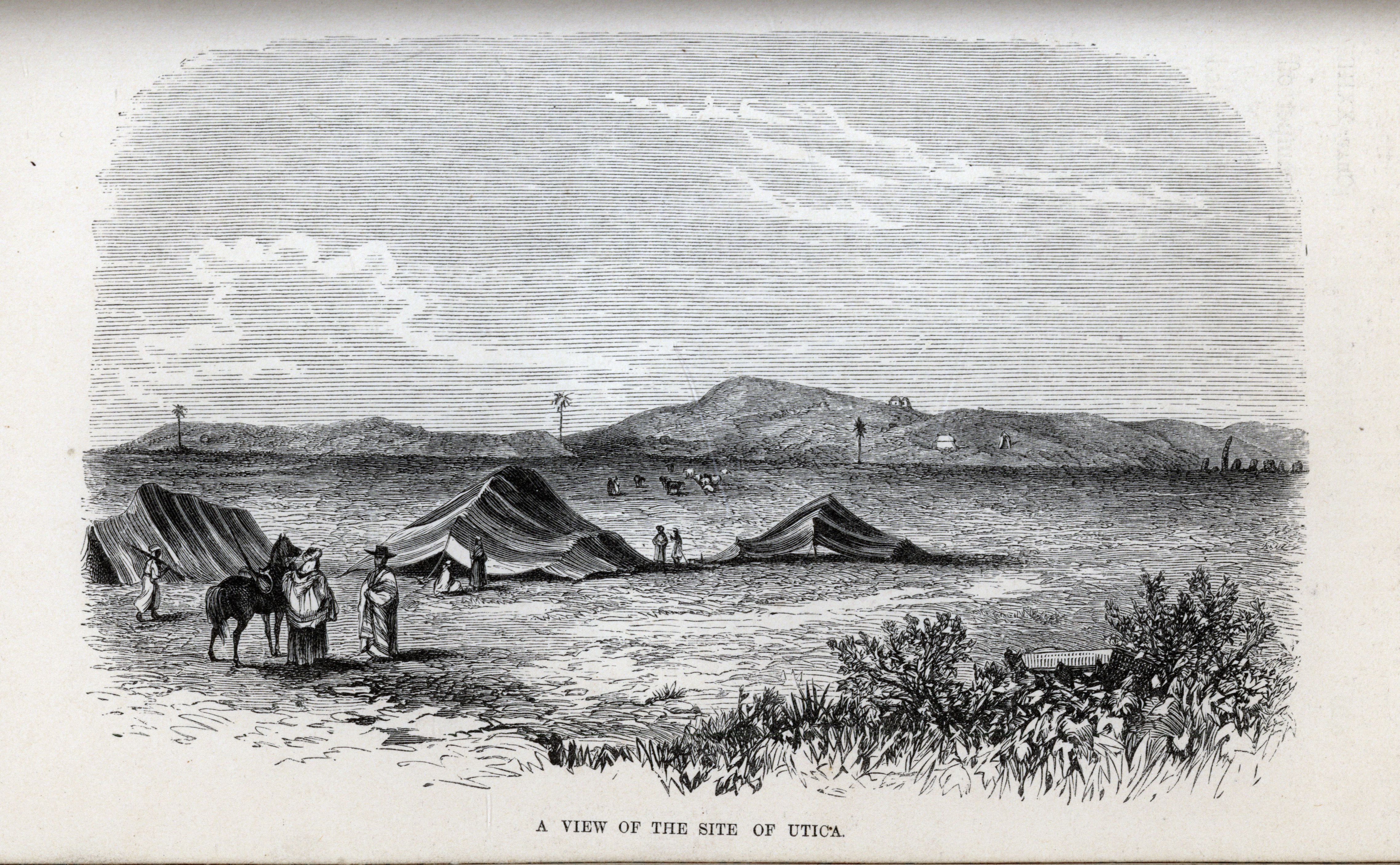
Ansicht von Utica um 1860

Utica ist eine historische Stadt im heutigen Tunesien. Es wurde nach Aussage des römischen Historikers Velleius Paterculus etwa 1100 v. Chr. gegründet und galt in der Antike als die älteste phönizische Stadt in Nordafrika. 

## Gründung
Die archäologischen Funde in Utica datieren in den Zeitraum vom 8. Jahrhundert v. Chr. bis ins 8. Jahrhundert n. Chr. Da auch im nach Velleius Paterculus ungefähr zeitgleich gegründeten Gades keine phönizische Besiedlung vor ca. 800 v. Chr. nachgewiesen werden konnte, ist das überlieferte sehr frühe Gründungsdatum äußerst zweifelhaft. Der Name „Utica“ ist die latinisierte Form des punisch-phönizischen ˁattiq, das „die Alte (Stadt)“ bedeutet.

## Karthagische Zeit
Utica lag an der Mündung des Bagradas (heute Medjerda) im heutigen Tunesien. Die Friedhöfe erstrecken sich zu beiden Seiten des Wasserlaufs, der als Hafen diente. Bald dehnte sich die Stadt ins Landesinnere aus.
Unter den Vasallen Karthagos nahm die Stadt stets eine Sonderstellung ein. Im ersten Vertrag Karthagos mit Rom von 508 v. Chr. kommt Utica nicht vor. Das könnte bedeuten, dass es damals noch selbstständig war. Im zweiten Vertrag mit Rom von 348 v. Chr. wird Utica neben Karthago erwähnt. Als Agathokles von Syrakus nach Afrika vorstieß, konnte er 308 v. Chr. Utica einnehmen und damit Karthago vorübergehend isolieren. Im Söldnerkrieg wurde es von den abtrünnigen Söldnern eingenommen, was 240 v. Chr. zur Ersten Schlacht von Utica führte. Die Stadt blieb auch danach der Sache der Aufrührer treu. Als sie sich schließlich unterwarf, wurde sie nicht übermäßig streng bestraft.
Trotz dieses vorübergehenden Abfalls erscheint Utica abermals als nominell gleichberechtigt im Vertrag zwischen Hannibal und Philipp V. von Makedonien im Jahr 215 v. Chr. Im Zweiten Punischen Krieg belagerte Publius Cornelius Scipio die Stadt nach seiner Landung in Afrika und besiegte das karthagische Entsatzheer. Im Dritten Punischen Krieg fiel Utica um 150 v. Chr. von Karthago ab und kämpfte an der Seite Roms.

## Römische Zeit
In der römischen Provinz Africa hatte Utica den Rang einer freien Stadt mit gewissen Sonderrechten und war bis 43 v. Chr. unter dem Namen Municipium Julium Uticense Provinzhauptstadt. Im Jahre 46 v. Chr. starb dort Cato der Jüngere durch Selbsttötung. Eine Blütezeit erlebte Utica im 2. Jahrhundert n. Chr.
Im 3. Jahrhundert versandete der Hafen – die Flussmündung des Medjerda liegt heute gut zehn Kilometer von der einstigen Stadt entfernt – und Utica verfiel allmählich. Schließlich eroberten die Vandalen 439 und 534 die Byzantiner die Stadt. Nach der Eroberung durch die Araber (etwa 698) ist die Siedlung endgültig verlassen worden.
Das Titularbistum Utica führt sich auf diese Stadt zurück.

## Gegenwart
Das Museum auf dem Ruinengelände zeigt Exponate aus dem 8. bis 5. Jahrhundert v. Chr., vor allem Grabbeigaben, Stelen und Urnen aus der punischen Nekropole. Darunter Amphoren, Öllämpchen, Tonfiguren, Importwaren aus Ägypten und Vasen aus Griechenland. Eine besondere Sehenswürdigkeit aus römischer Zeit ist ein Mosaik eines Neptunskopfes mit Hummerscheren im Lockenhaar, umgeben von Meeresgetier und Booten, im Museumsgarten.

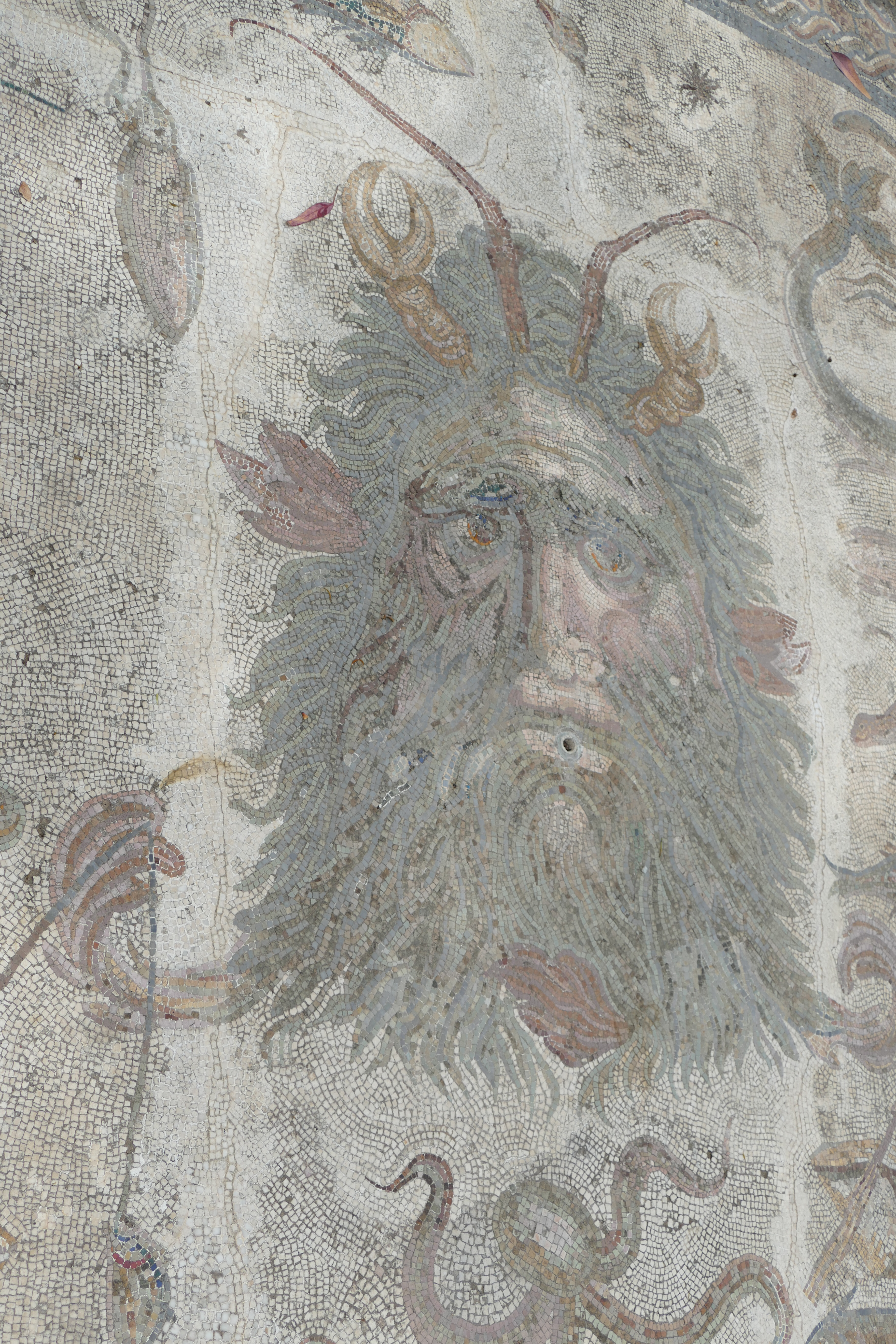
Mosaik mit Neptunskopf im Außenbereich des Museums